# عمرو بن الليث
عمرو بن الليث هو الحاكم الثاني للسلالة الصفارية في إيران من 879 إلى 901. وهو ابن صائغ أبيض والأخ الأصغر لمؤسس السلالة يعقوب بن الليث الصفار.

## السيرة الذاتية
قيل أنه بدأ كسائق بغل وبنّاء، قَاتَل لاحقًا إلى جانب أخيه الأكبر وأصبح عام 875 حاكمًا لهراة. عندما توفي يعقوب في فارس عام 879، تمكن عمرو من أن يصبح خليفة العرش الصفاري على أخيه علي بن الليث، الذي كان الخيار المفضل لكل من يعقوب والجيش.
في عام 884، وصل الحاكم الباوندي رستم الأول، بعد أن طرده الحاكم الزيدي محمد بن زيد من مازندران، إلى بلاط عمرو، وطلب مساعدته لاستعادة عرش باواند. بمساعدة عمرو، سُمِح لرستم بالعودة إلى مناطقه في مازندران.
أُجبر الخليفة المعتضد (حَكَم 892-902) على الاعتراف بواقع هيمنة الصفاريين في الشرق، وتوصل إلى تسوية مؤقتة معهم، وربما كان يأمل - وفقًا لهيو كينيدي - في الاستفادة منها في شراكة مماثلة لتلك التي تمتع بها الطاهريون في العقود السابقة. ونتيجةً لذلك، تم الاعتراف بالصفاريين حكامًا في خراسان وشرق بلاد فارس وكذلك محافظة فارس، بينما كان العباسيون يمارسون سيطرة مباشرة على جبال، والري، وأصفهان.
تمثَّلت الشراكة العباسية - الصفارية بوضوح في إيران ضد القائد العسكري الجريء رافي بن حرثامة، الذي أقام قاعدته في الري وشكَّل تهديدًا لمصالح الخليفة والصفاريين في المنطقة. أرسل المعتضد أحمد بن عبد العزيز الدلفي للاستيلاء على الري من رافي، الذي فر وتعاون مع الزيديين في طبرستان في محاولة لغزو خراسان من الصفاريين. مع حشد عمرو للمشاعر المناهضة لعليا وفشل المساعدة المتوقعة من الزيديين في الظهور، هُزم رافي وقُتِل في خوارزم عام 896. أرسل عمرو، في ذروة سلطته، رأس الثائر المهزوم إلى بغداد. في عام 897، سلَّم العباسيون الري أيضًا للصفاريين، إذ لم يتمكنوا من السيطرة على المدينة ضد الغزوات الزيدية.

## موته
انهارت الشراكة العباسية-الصفارية أخيرًا بعد أن عين المعتضد عمرو بن الليث حاكمًا لبلاد ما وراء النهر عام 898، والذي كانت تحت حكم منافسيه، السامانيون. شجع المعتضد عمرو على مواجهة السامانيين، ولكن في هذه الحالة، هُزم عمرو بشكل ساحق وأُسر عام 900. أرسله الحاكم الساماني إسماعيل بن أحمد مُقيدًا بالسلاسل إلى بغداد. منح المعتضد بدوره ألقاب عمرو لإسماعيل بن أحمد، لكن البقية الصفارية تحت حكم طاهر أثبتت مرونة كافية لإحباط محاولات الخلافة لاستعادة فارس وكرمان لعدة سنوات أخرى. لم يتمكّن العباسيون حتى عام 910 من استعادة مقاطعة فارس المرغوبة.
وفقًا للمؤرخ المعاصر الطبري، فقد أمر المعتضد، وهو على فراش موته، أحد خدامه، صافي الحرمي، بإعدام عمرو. لكن صافي لم يفعل ذلك. عندما تولى الخليفة الجديد، المكتفي، شؤون الخلافة في بغداد، سأل الوزير القاسم بن عبيد الله عن مكان عمرو، ففرح لسماعه أنه لا يزال على قيد الحياة، لأن الصفاري كان كريمًا ولطيفًا معه في الماضي. خوفًا من أن يطلق الخليفة سراحه، في نفس اليوم أو بعد فترة وجيزة (20 أو 22 نيسان 902)، أرسل الوزير أحد عملائه سِرًّا لقتله.